# Rosenskönesläktet
Rosenskönesläktet (Catharanthus) är ett släkte i familjen oleanderväxter med åtta arter. Sju av dem kommer från Madagaskar och en art förekommer naturligt i södra Asien. En art, rosensköna (C. roseus), odlas som krukväxt i Sverige och är även en viktig medicinalväxt.
Släktet innehåller fleråriga örter och buskar med klar växtsaft och utan utlöpare. Bladen är motsatta, enkla med korta bladskaft. Blomställningarna bär 1-3 blommor och är egentligen toppställda på korta grenar, men verkar komma i bladvecken. Fodret är litet, utan körtlar. kronan är regelbunden med cylindrisk blompip som är insnörd vid svalget, flikarna är utbredda och överlappar åt vänster. Ståndarna är infästade i den breda delen av blompipen. Frukten består av två cylindriska, spetsiga karpeller, båda utvecklas dock inte alltid.
Släktet är närstående vintergrönesläktet (Vinca), men arterna i Catharanthus saknar utlöpare.

### Webbkällor
- Svensk Kulturväxtdatabas
- Tropicos
- Flora of Zimbabwe - Catharanthus
- Flora of China - Catharanthus